# Совјетск (Кировска област)
Совјетск (рус. Советск) град је у Русији у Кировској области.

## Становништво
| 1939.  | 1959.  | 1970.  | 1979.  | 1989.  | 2002.  | 2010.  |
| ------ | ------ | ------ | ------ | ------ | ------ | ------ |
| 10.800 | 14.643 | 17.027 | 18.436 | 19.368 | 18.167 | 16.598 |